# Offside (Zeitschrift)
Offside ist eine schwedische Zeitschrift. Die monatlich erscheinende Fachzeitschrift widmet sich der Fußballkultur.

## Hintergrund
Die Zeitschrift wurde im Frühjahr 2000 von Mattias Göransson und Tobias Regnell erstmals herausgegeben. Zunächst im Pocketformat erschienen, wechselte die Zeitschrift 2002 auf ein größeres Format. Im folgenden Jahr erhielten die beiden Gründer für Offside den Stora journalistpriset.
Offside berichtet über Geschichten rund um den Fußball und seine Fans, wobei weniger Ergebnisse im Vordergrund stehen als Fan- und Fußballkultur. Dies betrifft neben dem schwedischen Fußball auch den internationalen Fußball, so finden sich beispielsweise Berichte über den FC St. Pauli oder brasilianische Talente im Heft. Zudem erscheinen Artikel renommierter nationaler wie internationaler Autoren wie Simon Kuper, Sid Lowe, Phil Ball, Ronald Reng, Åke Edwardson, Peter Birro oder Sture Dahlström, aber auch Fußballspieler wie Henrik Rydström, Anders Limpar oder Tobias Hysén melden sich zu Wort.
Neben der Zeitschrift erscheinen im zugehörigen Verlag seit 2004 Fußballbücher, im Internetshop erhält man zudem T-Shirts und DVDs.